# Pierre-Alain Fridez
Pierre-Alain Fridez, né le 20 novembre 1957 à Moutier (originaire de Grandfontaine), est une personnalité politique suisse du canton du Jura, membre du Parti socialiste.
Il siège au Conseil national depuis fin 2011.

## Biographie
Pierre-Alain Fridez naît le 20 novembre 1957 à Moutier, dans le canton de Berne. Il est originaire de Grandfontaine, dans le canton du Jura.
Il suit ses écoles primaires à Courrendlin. Après l'obtention d'une maturité littéraire en 1976 au Lycée cantonal de Porrentruy, il fait des études de médecine à l'Université de Lausanne. Il est titulaire du titre de médecin généraliste FMH et a suivi une formation complémentaire en homéopathie et mésothérapie. Il tient un cabinet de médecine générale à Fontenais, près de Porrentruy,.
Il a le grade de soldat à l'armée. Il est marié et père de quatre enfants.

## Parcours politique
Il est l'un des membres fondateurs du mouvement autogestionnaire jurassien Combat socialiste en 1977, situé à la gauche du Parti socialiste,.
Il adhère au Parti socialiste jurassien en 1996, puis devient maire de la commune de Fontenais de janvier 1997 à décembre 2008. Il siège parallèlement au Parlement du canton du Jura de janvier 1999 à décembre 2006 puis de janvier 2011 à novembre 2011.
Il est élu au Conseil national en octobre 2011 et réélu en 2015, 2019 et 2023 (facilement, lors de cette dernière élection). Il siège au sein de la Commission de la politique de sécurité (CPS). Il préside de fin 2019 à début 2022 la délégation auprès de l'Assemblée parlementaire du Conseil de l'Europe.
Depuis 2025, il est le Président du Mouvement autonomiste jurassien.

## Publications
- Pierre-Alain Fridez, Sécurité et défense de la Suisse : casser les tabous, oser les solutions, Éditions Favre, coll. « Dossiers et témoignages », 2020, 170 p. (ISBN 9782828918750).
- Pierre-Alain Fridez (préf. Micheline Calmy-Rey), Le choix du F-35 : erreur grossière ou scandale d'État ?, Éditions Favre, coll. « Dossiers et témoignages », 2022 (ISBN 9782828920517).
- Pierre-Alain Fridez, Pourquoi les chars russes n’envahiront pas la Suisse : La bataille du Rhin n'aura pas lieu, Éditions Favre, 2024, 191 p. (ISBN 2828922332).